# Lil Pump 2
Lil Pump 2 — третий студийный альбом американского рэпера Lil Pump, выпущенный 17 марта 2023 года через сервис Repost Network, создателями которой является SoundCloud. Альбом является продолжением его одноимённого дебютного альбома, который был выпущен в 2017 году и получил положительные отзывы. Работа над альбомом началась в середине 2019 года и завершилась в 2023 году. Альбом состоит из 16 треков и включает гостевые выступления Smokepurpp, YoungBoy Never Broke Again и Ty Dolla Sign и других. Исполнительным продюсером альбома выступил CBMix. Производством также занимались Bighead, Carnage, Ronny J и другие. В поддержку альбома было выпущено пять синглов — «All the Sudden», «Splurgin», «Mosh Pit», «She Know» и «Tesla».

## Предыстория
Lil Pump выпустил свой одноимённый студийный альбом в октябре 2017 года, что ознаменовало его официальный переход от роли рэпера SoundCloud к роли в мейнстриме. Его продолжение было анонсировано в 2019 году, но было отложено в пользу совместного альбома с Ronny J под названием No Name, который был выпущен 10 декабря 2021 года. Позже было объявлено, что проект должен был выйти в августе 2022 года, но был отложен из-за того, что Гарсия потерял жёсткий диск с альбомом в озере.
Lil Pump впервые анонсировали альбом 27 мая 2019 года. С момента анонса Lil Pump 2 в 2019 году Lil Pump часто тизерил новые проекты, которые с тех пор были отменены, такие как Pump Rock и Red Ain’t Dead, но в 2022 году он подтвердил, что Lil Pump 2 будет его следующим проектом. В период с 2020 по 2022 год было выпущено множество синглов для альбома, но ни один из синглов в итоге не попал в альбом.

## Синглы и продвижение
12 апреля 2022 года Lil Pump выпустил главный сингл альбома «All the Sudden». За ним последовал второй сингл «Splurgin», который был выпущен 20 июля 2022 года. Третий сингл, «Mosh Pit», был выпущен 27 сентября 2022 года. «She Know» с участием Ty Dolla Sign был выпущен в качестве четвёртого 16 декабря 2020 года. «Tesla» со Smokepurpp была выпущена в качестве пятого и последнего сингла с альбома, который был выпущен 24 февраля 2023 года. Lil Pump также разбил лобовое стекло нового Ferrari для продвижения альбома.

## Обложка
11 марта 2023 года Lil Pump опубликовал обложку альбома в социальных сетях. Обложка в большей степени отражает рок/панк-тематику. На обложке видно, как Lil Pump качает головой, а из его волос изображено «LP2»

## Отзывы
| Оценки критиков | Оценки критиков |
| Источник        | Оценка          |
| --------------- | --------------- |
| Clash           | 6/10            |
| HotNewHipHop    | 4/5             |

Рецензируя альбом для журнала Clash, Робин Мюррей заявил: «Lil Pump 2 — блеск и фейерверк, при этом он никогда по-настоящему не лидирует. Возвращаясь к своим основным ценностям, это доставляет удовольствие фанатам, но в конечном итоге Lil Pump остается неподвижным».
Сабрина Моррис из HotNewHipHop дала альбому оценку «HOTTTTT» (с англ. — «Горячо»), равную 4/5. Она похвалила альбом за то, что он «похож на его предыдущую работу, поскольку большинство песен имеют цепляющий хук, тяжелую, жёсткую основу и сильные 808».
Грег Кеннелти, один из редакторов Metal Injection, резко негативно отозвался о стилистически близком к ню-металу треке Pump Rock x Heavy Metal. Критике подверглись аранжировка и текст, а также клише; гитарные риффы были охарактеризованы как неудачная попытка походить на Korn. Однако Кеннелти выразил надежду на то, что в будущем эксперименты Lil Pump с рок-музыкой будут более удачными. MetalSucks назвал Pump Rock x Heavy Metal «худшей метал-песней года» и, подобно Metal Injection, раскритиковал звучание и текст.

## Список песен
| №                   | Название                                                | Автор(ы) | Продюсеры                  | Длительность |
| ------------------- | ------------------------------------------------------- | --- | -------------------------- | ------------ |
| 1.                  | «Tesla» (совместно со Smokepurpp)                       | Газзи Гарсия Омар Пинейро Джейлиер Пинейро Тео Вон [англ.]                                                                               | DSC Sunny                  | 2:14         |
| 2.                  | «Pull Up»                                               | Гарсия Кристофер Барнетт | CBMix                      | 2:58         |
| 3.                  | «Ain't With That»                                       | Гарсия Диаманте Блэкмон | Carnage                    | 1:32         |
| 4.                  | «All the Sudden»                                        | Гарсия Барнетт | CBMix                      | 2:03         |
| 5.                  | «I Don't Mind» (при участии YoungBoy Never Broke Again) | Гарсия Джош Голденберг Кентрелл Голден                                                                                                   | Fizzle                     | 2:51         |
| 6.                  | «No Hook» (совместно с Rio Da Yung OG)                  | Гарсия Барнетт Да'Марио Доншейорн-Маккалоу                                                                                               | CBMix                      | 4:26         |
| 7.                  | «Pump Rock x Heavy Metal»                               | Гарсия Барнетт Брендан Мюррей | CBMix Bighead              | 2:57         |
| 8.                  | «Till I See You» (совместно со Smokepurpp)              | Гарсия О. Пинейро Д. Пинейро | DSC Sunny                  | 1:43         |
| 9.                  | «She Know» (при участии Ty Dolla Sign)                  | Гарсия Брэндон Хессон Деджуан Кросс Эрик Беллинджер [англ.] Гилберт Баба Кендалл Бейли Нельсон Бриджес Тайрон Гриффин мл. Верделл Мюллер | Bridgez Roark Ponzoo Cross | 2:35         |
| 10.                 | «Don't Like Me»                                         | Гарсия Голденберг | Fizzle                     | 4:23         |
| 11.                 | «Fendi on Fendi»                                        | Гарсия Мюррей | Bighead                    | 2:12         |
| 12.                 | «Mosh Pit»                                              | Гарсия Барнетт | CBMix                      | 1:56         |
| 13.                 | «Move It»                                               | Гарсия Рональд Спенс мл. | Ronny J                    | 2:11         |
| 14.                 | «Wok»                                                   | Гарсия Барнетт | CBMix                      | 2:04         |
| 15.                 | «Splurgin»                                              | Гарсия | CBMix                      | 2:07         |
| 16.                 | «Swipe» (совместно с G4Boyz)                            | Гарсия Мюррей Барнетт Габриэль Адесанья Кевин Адесанья                                                                                   | Bighead CBMix              | 2:54         |
| Общая длительность: | Общая длительность:                                     | Общая длительность: | Общая длительность:        | 41:06        |